# 松平保男
松平 保男（まつだいら もりお、旧字体：松󠄁平󠄁 保男、1878年（明治11年）12月6日 - 1944年（昭和19年）1月19日）は、会津松平家の12代目当主で雍仁親王妃勢津子の養父。日本海軍の軍人として日本海海戦に参戦し、最終階級は海軍少将。また貴族院議員を務めた政治家でもある。会津会総裁、稚松会総裁。位階・勲等・功級・爵位は、正三位勲二等功五級子爵。霊号は海誠霊神。

## 生涯

### 経歴
旧会津藩主・松平容保の七男。生母は容保の側室・佐久、妻は駿河国沼津藩主・水野忠敬の娘・水野進子。1900年（明治33年）12月、海軍兵学校（28期）を卒業。1902年（明治35年）1月、海軍少尉に任官し横須賀水雷団第1水雷艇隊付となり、日露戦争に出征。1905年（明治38年）1月、海軍大尉に昇進し「鎮遠」分隊長として日本海海戦に参戦した。1910年（明治43年）6月、長兄の松平容大の死去に伴い、子女がいなかった容大の子爵位を継承。

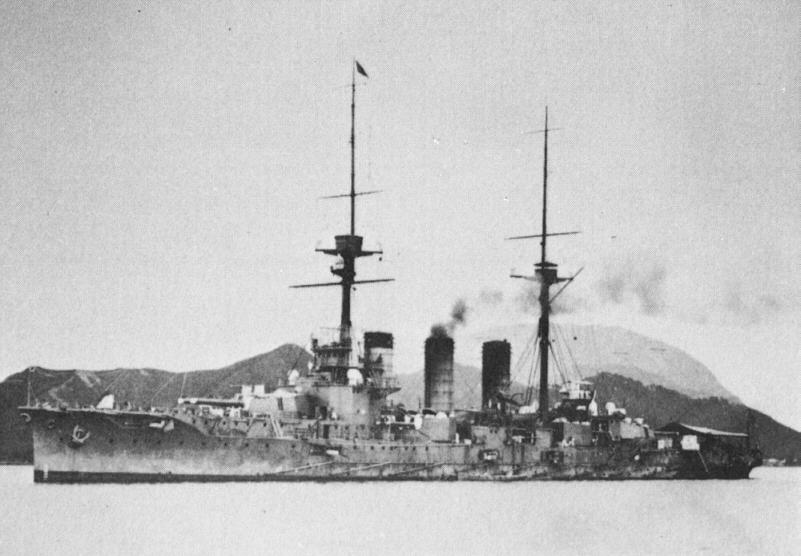
艦長を務めた巡洋戦艦・伊吹

兵科将校としての専門は砲術で砲術長や海軍砲術学校教官などを務め、1910年（明治43年）12月少佐、1916年（大正5年）12月中佐へ進級。戦艦の副長職にあった際、持病であった耳疾が悪化し、一時待命となり治療に専念。軽快後海軍省出仕として復帰した。1920年（大正9年）12月大佐に進級。戦艦「伊吹」艦長、兼「摂津」艦長、呉鎮守府付(簡閲点呼執行官)、横須賀海兵団長を歴任。1925年（大正14年）12月1日、海軍少将に昇進し、同月15日、予備役に編入された。1932年（昭和7年）7月10日から死去まで貴族院子爵議員となり、研究会に所属した。
兄・恒雄の娘・勢津子（節子）と秩父宮雍仁親王の婚約の際、恒雄は平民籍であったため、勢津子は爵位を継いでいた保男の養女となる。1928年（昭和3年）9月に行われた婚儀では、東京市小石川区小日向第六天町（現在の東京都文京区春日二丁目）の自邸から勢津子を送り出している。
日ごろ頑健であったが、発病後間もなく急逝した。東京での葬儀に際し、兵学校同期生の永野修身が葬儀委員長、左近司政三が葬儀委員となり、旧臣の子孫柴五郎、三淵忠彦、松江春次らが役員に名を連ねている。なお、旧領若松市においても葬儀が行われた。

### 他の補職
- 防護巡洋艦・明石砲術長
- 戦艦・河内砲術長心得
- 巡洋艦・橋立副長心得兼海軍砲術学校教官
- 戦艦・山城副長
- 軍令部出仕兼軍事参議官・上村彦之丞附[9]
- 皇族付武官（伏見宮博恭王付）兼軍令部出仕

## 栄典
位階
- 1902年（明治35年）4月11日 - 正八位[10]
- 1903年（明治36年）12月19日 - 従七位[11]
- 1905年（明治38年）2月14日 - 正七位[12]
- 1910年（明治43年）3月22日 - 従六位[13]
- 1915年（大正4年）7月20日 - 正五位[14]
- 1925年（大正14年）12月28日 - 正四位[15]
- 1934年（昭和9年）1月15日 - 従三位[16]

勲章等
- 1906年（明治39年）4月1日 - 功五級金鵄勲章・勲五等双光旭日章・明治三十七八年従軍記章[17]

## 親族
- 父 - 松平容保
- 母 - 佐久（田代孫兵衛の娘）

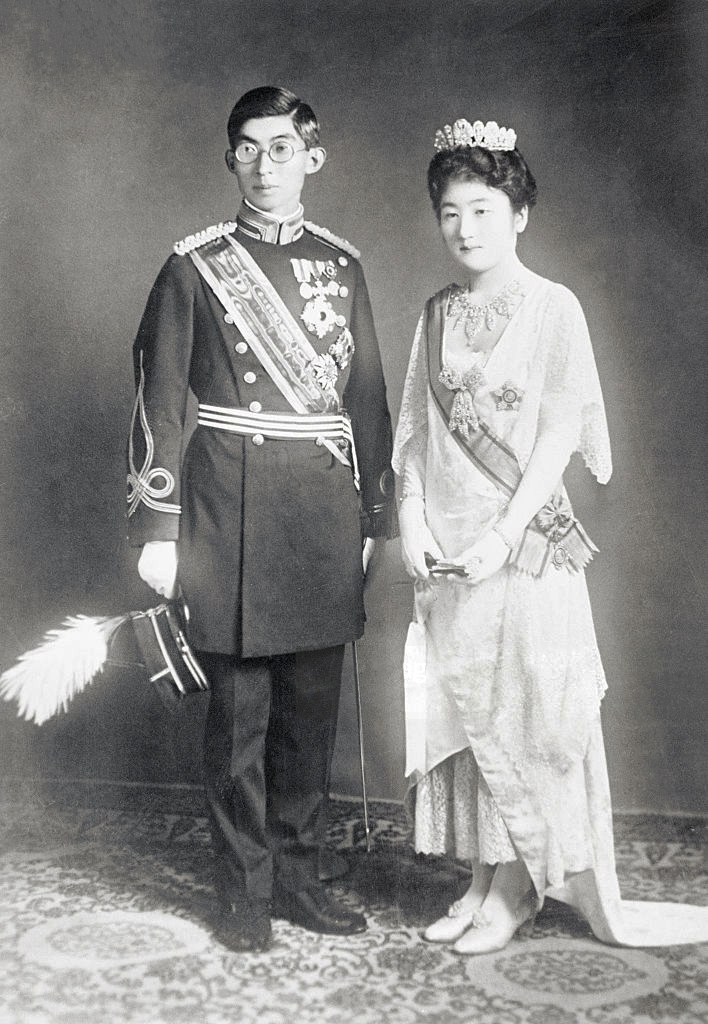
婚儀当日の秩父宮夫妻

  - 兄 - 松平容大（会津松平家11代当主。陸軍騎兵大尉、貴族院議員）
  - 兄 - 松平健雄（松平勇雄の父。伊佐須美神社宮司）
  - 兄 - 山田英夫（山田伯爵家養嗣子。陸軍歩兵中佐、貴族院議員）
  - 異母兄 - 松平恒雄（雍仁親王妃勢津子の実父。宮内大臣、参議院議長）
- 妻 - 水野進子（第8代駿河沼津藩主・水野忠敬の娘）
  - 長女 - 芳子（伯爵・大村純毅の妻）
  - 長男 - 容恭（早世）
  - 次女 - 徳子（子爵・稲葉正凱の妻）
  - 三女 - 通子（早世）
  - 四女 - 和子（公爵・徳川慶光の妻）
    - 孫 - 徳川慶朝（徳川慶喜家当主）

  - 五女 - 順子（徳川熙の妻、のち原田進の妻）
  - 六女 - 敬子（松本文治の妻）
  - 次男 - 松平保定（会津松平家13代当主）
    - 孫 - 松平保久（会津松平家14代当主）

  - 三男 - 松平保興

- 養女 - 秩父宮妃勢津子（異母兄・松平恒雄の娘）

## 会津会
会津会は1912年（明治45年）4月に設立された、会津地方出身者及び縁故のある個人で構成される団体である。松平が総裁、兄の健雄、英夫、恒雄が副総裁に就任し、松平子爵邸に本部を設けた。会の目的は同邸での会合、会報の発行などを行い、会員の親睦を図ることであった。松平の死後は恒雄が総裁に就任した。
戦前の主な会員は次の通りである。
1. 官界 池上四郎、石塚英蔵、大久保偵次、大島破竹郎、小原直、加藤祐三郎、河原田稼吉、神田重雄、日下巌（大審院判事）、日下義雄、黒河内四郎、小山知一、小松緑、斎藤良衛、佐藤正俊、辰野宗義、高野源進、馬場愿治、新妻駒五郎、西川鉄次郎、丹羽七郎、林権助、平田紀一、三淵忠彦、森俊六郎、村井八郎、柳澤健、山川建
2. 政界（衆議院議員） 荒木武行、石川淳、片桐酉次郎、柴四朗、中野寅吉、八田宗吉、林平馬、廣澤辨二、町野武馬、丸山芳介、渡部鼎
3. 財界 赤羽克己、大島清（西武鉄道社長）、小野木源次郎、加藤寛六郎、川井源八（三菱電機社長）、小日山直登、笹原辰太郎、佐藤勇太郎、下坂藤太郎、白井新太郎、鈴木寅彦、中野友禮、橋爪捨三郎（鐘紡副社長）、前田二平（山叶商会（新光証券の前身）社長）、松江春次
4. 学界山川健次郎 （帝大総長）、小西重直、新城新蔵（帝大教授）高嶺俊夫、野口尚一（工学院大学初代学長）、山川洵、斎藤常三郎、深田康算、松本信一、君島八郎、植村恒三郎、本名文任（学校長）相田泰三（本荘高等女学校）、井深梶之助、大竹多氣、太田悌蔵（法政二高）、加藤利吉（仙台育英）、佐藤義長、長岡寛統（六高）、山川黙、結城朝恭（名古屋高工）
5. その他　梶原景清（梶原平馬と山川二葉の長男、海軍軍医大佐）、春日部たすく、新城和一、関場不二彦、中田章、丹羽五郎、野口英世、蓮沼門三、長谷川太一郎、花見朔巳、平石弁蔵、本多修郎、松田甲、山口喜一、町野主水、高木盛之輔、飯沼貞吉など[18]、

会員の大部分は男性であったが、看護婦会長を務める女性なども加入している。下記の稚松会会員は概ね双方に属していた。戦後は総裁から会長に制度を改め、会長には飯沼一省、星野喜代治、柏村毅（東急専務）、鈴木勝、川島廣守が就任している。松平勇雄、松平一郎は名誉会員、井深大、大平善梧は顧問であった。なお前掲の松平の肖像は会報第1号の巻頭写真である。

## 稚松会
稚松会は1912年（明治45年）3月に設立され1926年（大正15年）に認可を受けた財団法人である。会名の"稚松"は会津藩の本城があった"若松"を意味し、幼い松が大木となることを寓意して、後進の成長を願ったのである。前身は山川浩が組織した「軍人団話会」や渡部鼎が組織した「同志会」で、総裁には会津松平家当主を戴く規定になっており、本部を東京の松平子爵邸に、支部を若松に設けた。会員は任意の旧会津藩領出身者及び旧会津藩に由緒のある陸海軍高等武官で、軍学校に教官として在籍するものが委員を務めていた。
会員は月給の100分の1（時期によって異動あり）を納め親睦を図るほか、会津中学、喜多方中学在校生などから軍学校への志願者を勧誘し、受験対策を行うなど後進の育成にあたった。またこの学力増進策によって、旧制高校などへ進学するものもいた。
設立時の正規会員は190余名である。軍学校への志願者が「ほぼ皆無」といわれたほど激減していた時期もあったが、1937年（昭和12年）12月時点で軍学校に在籍する将校生徒は47名である。内訳は、出身中学が会津中学31名、喜多方中学6名、その他は福島県外の中学出身で、在籍校は東京陸軍予科士官学校25名、陸軍士官学校本科15名、陸軍経理学校2名、海軍兵学校6名であった。1945年（昭和20年）の解散時における会員数は「約700名に達せり」である。
会員には旧斗南藩領出身の者もいた。日本海海戦で戦艦砲術長を務めた和田幸次郎や、第一次世界大戦で第一南遣枝隊機関長を務めた大沼龍太郎などである。ただし、直接の出身地を問わず、入会資格を有する人物のすべてが入会していたわけではない。太平洋戦争期であれば、師団長、軍令部課長、警備隊司令の役職にあった中将、少将、大佐は非入会であり、この三名は会津会にも加入していない。ただしその兄弟は会津会や稚松会の会員である事例もあった。
なお各界で立身した人物たちを中心に、経済的な面から会を支える賛助員の制度が設けられていた。賛助員には上記の池上、石塚、日下（義）、鈴木、下坂、辰野、橋爪、前田、松江、森のほか、神戸で海運業を営んだ佐藤勇太郎、会津会で主要な役割を担った澤全雄（大日本製糖技師長）、 鳥羽・伏見の戦いで討死した大砲隊頭林権助安定、白井五郎太夫の直系子孫である林権助、白井新太郎や、避戦派の藩士であった河原善左衛門の息子である河原勝治（日本郵船船長）、藩勘定頭であった赤羽治平の息子である赤羽克己もいる。山田英夫は会員かつ賛助員であった。
財団の残余財産は主として南満州鉄道の社債で、会津中学、喜多方中学の後援会に移管された。
組織
- 総裁 - 松平保男

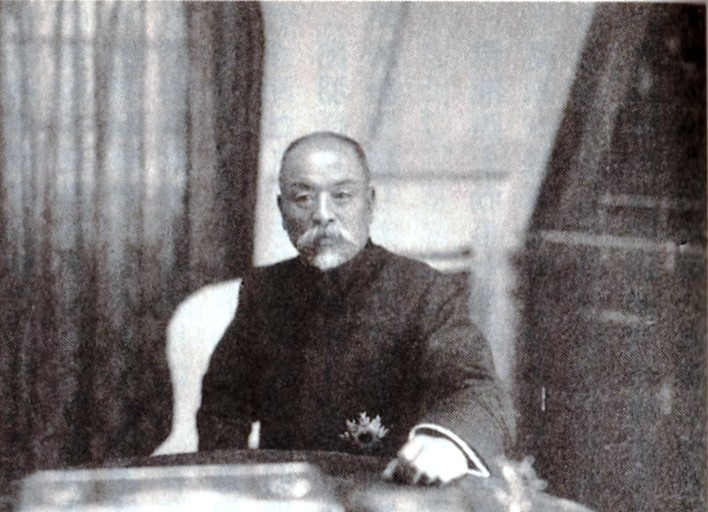
初代会長 出羽重遠

- 会長 - (設立時)出羽重遠、(認可時)柴五郎、(解散時)両角三郎
- 副会長 - (設立時)樋口喜吉、(認可時)下平英太郎、(解散時)常盤盛衛
- 若松支部長 - 斎藤清（海兵28期。軍令部参謀、海軍中佐）
- 評議員 - (設立時)山川健次郎、飯沼関弥（会津松平家家宰。飯沼貞吉の弟で、飯沼一省の父）
- 幹事 - (設立時)杉浦小八（工兵大佐）、赤羽佑之（航空兵大佐）、二村光三（海軍主計中佐）、福井重記など
- 委員 - 小林賢蔵（海軍教授、海兵理科）、小松八四郎など
- 主な会員 (原則としてWikipediaに記事が立項されている人物のみを掲載する。)

1. 元帥 畑俊六
2. 大将 畑英太郎、西義一
3. 中将 芳賀栄次郎、野口坤之、鈴木一馬、横山勇、新妻雄、井深健次、佐藤勇助、野田清、高橋伊望、樋口修一郎、原田覚
4. 少将 松江豊寿、奥田重栄、黒河内信次、小山満雄、武川寿輔、石井常造、秋月胤逸、日下操、佐藤直、高山輝義、三ツ木秀治、柴平四郎、野澤北地、庄司巽、簗瀬真琴、平向九十九、佐藤脩、雪下勝美、美濃部貞功、鹿目善輔、柏崎治（連合艦隊軍医長）、荒川信（連合艦隊主計長）
5. 佐尉官 町野武馬、藁谷勇三郎、芳賀信政、大塚寅雄、名越透、加藤丈夫（太平洋戦争開戦時の参謀本部英米班長）、柴有時、平石弁蔵、花見侃（戦後陸将）、星半三郎、片桐酉次郎、国府尽平、花見弘平、折笠重康、草刈英治、相田俊二（海兵61期首席）、高畑辰雄
6. 満州国陸軍中将 藤井重郎、和田勁

- 会創設前または資料が残る1937年以降の任官者など 松平容大、森雅守、佐藤房隆、長谷川戍吉、猪俣甚弥、 渋川善助、角田秀松、 湯浅竹次郎、美濃部正、風間万年、雪下熊之助、深尾弘、上崎辰次郎